# Mourad Abou Mourad
Pour les articles homonymes, voir Mourad.
Mourad Abou Mourad (arabe : مراد أبو مراد) né le 23 janvier 1978 et mort le 13 octobre 2023 est un haut commandant palestinien du Hamas et chef des opérations aériennes. Il a participé à la planification des attaques du 7 octobre en Israël.

## Mort
Le 14 octobre 2023, l'armée israélienne annonce avoir tué Mourad la veille.